# Arrival
För andra betydelser, se Arrival (olika betydelser).
Arrival är den svenska popgruppen Abba:s fjärde studioalbum, utgivet den 11 oktober 1976. Efter den stora framgången med singeln "Dancing Queen" var Abba en av världens stora musikgrupper, och med det här albumet befäste man denna position.
Arrival är en av titlarna i boken Tusen svenska klassiker (2009). Albumet rankades av Sonic Magazine i juni 2013 som det 10:e bästa svenska albumet någonsin. Albumet togs med i Robert Dimerys bok 1001 album du måste höra innan du dör 2005.

## Historik

### Inspelning
Albumet producerades av gruppmedlemmarna Benny Andersson och Björn Ulvaeus som också skrev samtliga låtar. På fyra av spåren hjälpte deras manager Stikkan Anderson till med låtskrivandet.
Den äldsta inspelningen på albumet är "Dancing Queen", som påbörjades i augusti 1975. Anni-Frid Lyngstad berättade i boken ABBA - människorna och musiken 1996; "Dancing Queen är min favorit bland Abbalåtarna. Jag minns att Benny kom hem med ett band som bakgrunden var inspelad på och spelade det för mig. Jag tyckte att den var så fantastiskt vacker att jag började gråta."
Under studioarbetet med "Dancing Queen" klipptes ena halvan av andra versen bort. Den borttagna texten löd: "Baby, baby, you're out of sight/hey, you're looking all right tonight/when you come to the party/listen to the guys/they've got the look in their eyes". Dock besöktes gruppen av ett filmteam vid inspelningen och det rörliga materialet från studion har visats i ett flertal TV-dokumentärer om gruppen från 1990-talet och framåt.
Resten av hösten 1975 och under vintern gjorde gruppen promotionresor genom Europa och USA och studiotiden gick åt till arbete med gruppmedlemmarna Anni-Frid Lyngstads och Agnetha Fältskogs soloalbum samt därtill inspelningar för Lena Andersson och Michael B. Tretow. Nästföljande Abba-inspelning dröjde således till mars 1976; "Knowing Me, Knowing You". Den sista melodi som påbörjades till albumet var titelspåret "Arrival" i slutet av augusti. Sin vana trogen testade gruppen sina melodier i olika arrangemang för att finna den rätta känslan i inspelningen, varför en rad demoinspelningar med olika text och arrangemang finns bevarade. Albumspåret "Why Did It Have to Be Me?" hade ett flertal föregångare, där versionen med titeln "Happy Hawaii" kom att släppas som B-sida på singeln "Knowing Me, Knowing You" 1977. En av de melodier som inte fick plats på det färdiga albumet var "Funky Feet", som Andersson och Ulvaeus istället gav till duon Svenne & Lotta, som tog med sin version på albumet Letters 1976. Även den australienska gruppen The Studs, svenska Alcazar och det svenska Abba-tributbandet Arrival har spelat in egna versioner av sången och givit ut den.
Abba hade i mångt och mycket formulerat sitt sound färdigt vid denna tid; folkpop blandades med disco och västkustrock i en fyllig ljudbild som byggde på kompression och pålägg. Resultatet blev ett album som kändes moget samtidigt som det fortfarande fungerade på dansgolven för den då framskridande genren disco.
I Australien och Nya Zeeland inkluderades "Fernando" på albumet, som spår 4 på sida 2, mellan "Why Did It Have to Be Me?" och "Tiger".  "Fernando" hade ursprungligen spelats in på svenska för Anni-Frid Lyngstads soloalbum Frida ensam 1975, men Abba spelade in den med engelsk text och gav ut den på singelskiva i mars 1976.

### Albumomslag

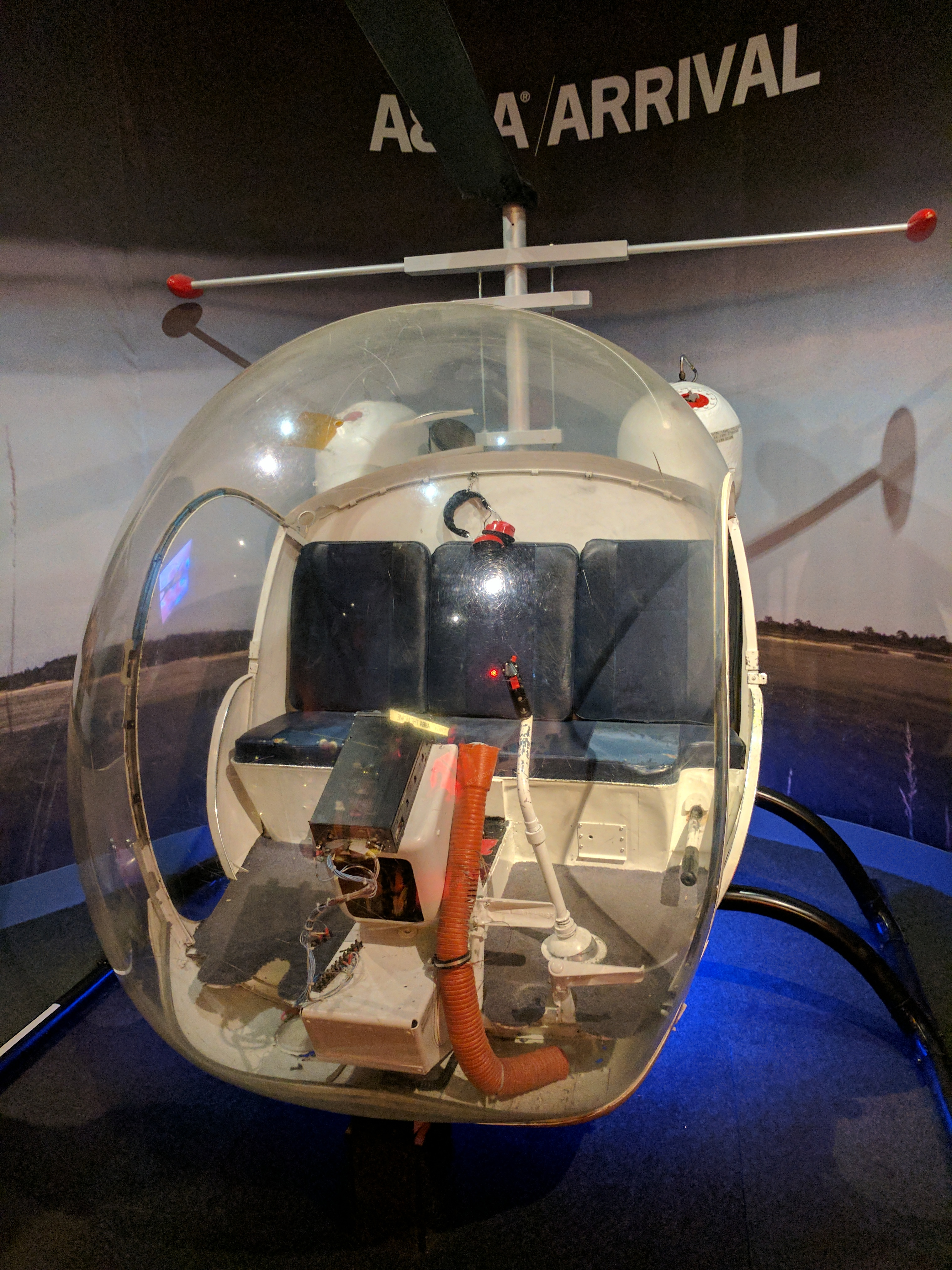
En likadan helikopter som på omslaget visas på Abbamuseet i Stockholm.

Omslagsfotografiet till Arrival togs av Ola Lager med gruppen sittande i en Bell 47-helikopter på Stockholm-Barkarby flygplats. Albumet var det första som hade Abba-logotypen AᗺBA med ett bakåtvänt B. Logotypen designades, liksom albumomslaget, av Rune Söderqvist.

### Gruppen släpper ny musik
Den första låten som gruppen offentliggjorde från det nya albumet var "Dancing Queen", i en tysk TV-show våren 1976. Den 18 juni framförde gruppen låten vid en TV-sänd gala från Kungliga operan i Stockholm, tillägnad Sveriges kung Carl XVI Gustaf och Silvia Sommerlath, som dagen efter skulle gifta sig i Storkyrkan i Stockholm. Dancing Queen hade inte skrivits till kungabröllopet med drottning Silvia som inspiration; gruppen valde att framföra den nya låten vid TV-galan eftersom titeln och "drottningtemat" passade just då.

### Singelsläpp
Dancing Queen gavs ut som singel två månader efter kungsbröllopet som den första singeln från det nya albumet. Singeln blev en stor internationell framgång; i Storbritannien var "Dancing Queen" gruppens tredje singel i följd som blev etta, efter Mamma Mia och Fernando. I USA nådde den i april 1977 första plats på Billboardlistan, som gruppens enda listetta där. I Sverige låg singeln etta på försäljningslistan i fjorton veckor.
Tre veckor efter albumet släpptes nästa singel, "Money, Money, Money", vilken klättrade till tredjeplats i Storbritannien. Nästa singel, "Knowing Me, Knowing You", släpptes i början av 1977 och tog gruppen tillbaka till förstaplatsen i Storbritannien.
I Japan släpptes "That's Me" som singel och klättrade där till förstaplatsen.

## Låtlista
Alla låtar skrevs av Benny Andersson och Björn Ulvaeus där det inte anges annat.
Sida ett
1. "When I Kissed the Teacher" - 3:01
2. "Dancing Queen" (Stig Anderson, Benny Andersson, Björn Ulvaeus) - 3:50
3. "My Love, My Life" (Anderson, Andersson, Ulvaeus) - 3:51
4. "Dum Dum Diddle" - 2:53
5. "Knowing Me, Knowing You" (Anderson, Andersson, Ulvaeus) - 4:01

Sida två
1. "Money, Money, Money" - 3:06
2. "That's Me" (Anderson, Andersson, Ulvaeus) - 3:15
3. "Why Did It Have to Be Me?" - 3:20
4. "Tiger" - 2:55
5. "Arrival" - 3:00

### CD-utgåvor med bonusspår
Arrival gavs ut på CD-skiva 1997 med ett bonusspår:
1. "Fernando" – 4:12

Arrival gavs ut i en ny CD-utgåva 2001 med ett nytt bonusspår:
1. "Happy Hawaii" (Andersson, Anderson, Ulvaeus) – 4:25

Arrival gavs ut på CD ånyo 2005 som en del i CD-boxen The Complete Studio Recordings med dessa bonusspår:
1. "Fernando"  – 4:14
2. "Happy Hawaii" (Andersson, Anderson, Ulvaeus) – 4:25
3. "La Reina Del Baile" (Andersson, Anderson, Ulvaeus, Buddy McCluskey, Mary McCluskey) – 4:03
  - Spansk version av "Dancing Queen", inspelad 1980.
4. "Conociéndome, Conociéndote" (Andersson, Anderson, Ulvaeus, McCluskey, McCluskey) – 4:04
  - Spansk version av "Knowing Me, Knowing You", inspelad 1980.
5. "Fernando" (Andersson, Ulvaeus, McCluskey, McCluskey) – 4:17
  - Spansk version, inspelad 1980.

Arrival gavs återigen ut på CD 2006 vid albumets 30-årsjubileum. Utgåvan kallades Deluxe Edition. Denna utgåva innehåller samma bonusspår som utgåvan 2005, men även "Fernando" sjungen på svenska av Anni-Frid Lyngstad solo. Utgåvan kom även med en DVD där följande klipp ingår:
1. ABBA-DABBA-DOOO! TV-special (1 timme) med intervjuer med gruppen samt flera musikvideor.[8]
  1. "Knowing Me, Knowing You"
  2. "When I Kissed the Teacher"
  3. "Dum Dum Diddle"
  4. "My Love, My Life"
  5. "Money, Money, Money"
  6. "Tiger"
  7. "Why Did It Have to Be Me?"
2. "Dancing Queen" (framträdande)
3. "Fernando" (framträdande)
4. "Happy Hawaii" (tecknad musikvideo)
5. "Dancing Queen" inspelning i studion (Mr. Trendsetter, SVT)
6. Abba i London, november 1976 (BBC)
7. Abba:s succé 1976 (Rapport, SVT)
8. Arrival TV-reklam I – (Storbritannien)
9. Arrival TV-reklam II – (Storbritannien)
10. Internationellt omslagsgalleri

Arrival gavs ut som en del i CD-boxen The Albums 2008, men utan bonusspår.

## Medverkande
Abba
- Benny Andersson – synthesizer, piano, dragspel, rörklockor, klaviatur, marimba, sång
- Agnetha Fältskog – sång
- Anni-Frid Lyngstad – sång
- Björn Ulvaeus – akustisk gitarr, elgitarr, sång

Studiomusiker
- Ola Brunkert – strings, Trummor
- Lars Carlsson – Saxofon
- Anders Dahl – Stråkar
- Malando Gassama – Slagverk, rytm
- Anders Glenmark – elgitarr
- Rutger Gunnarsson – bas
- Roger Palm – stråkar, trummor
- Janne Schaffer – elgitarr
- Lasse Wellander – akustisk gitarr, elgitarr

## Listplaceringar
| Lista (1976-1977, 2006, 2009) | Topplacering |
| ----------------------------- | ------------ |
| Australien                    | 1            |
| Belgien                       | 1            |
| Finland                       | 24           |
| Japan                         | 3            |
| Kanada                        | 8            |
| Mexiko                        | 1            |
| Nederländerna                 | 85           |
| Norge                         | 1            |
| Nya Zeeland                   | 1            |
| Rhodesia                      | 1            |
| Schweiz                       | 2            |
| Storbritannien                | 1            |
| Sverige                       | 1            |
| Västtyskland                  | 1            |
| Österrike                     | 12           |

### Fotnoter
1. ↑  ”ABBA Annual 1976”. Arkiverad från originalet den 23 maj 2013. https://web.archive.org/web/20130523013645/http://www.abbaannual.com/1976.htm. Läst 3 december 2010.
2. ↑  Information Arkiverad 31 juli 2018 hämtat från the Wayback Machine. i Svensk mediedatabas.
3. ↑  Gradvall et al 2009, nr. 454
4. ↑  Sonic #69, sommaren 2013
5. ↑  ABBA - människorna och musiken, Carl Magnus Palm, 1996, sid. 74
6. ↑  "Dancing Queen". Arkiverad 20 juli 2017 hämtat från the Wayback Machine. Abbasite.com. Läst 8 januari 2014. (engelska)
7. ↑  ”Arkiverade kopian”. Arkiverad från originalet den 5 april 2012. https://www.webcitation.org/66hMkXtvG?url=http://home.zipworld.com.au/~callisto/sweden.html. Läst 5 maj 2012.
8. ↑  Carl Magnus Palms webbplats Arkiverad 21 november 2008 hämtat från the Wayback Machine.
9. 1 2 3 4 5 6 7 8 9  ABBA - Arrival Arkiverad 12 december 2010 hämtat från the Wayback Machine.
10. ↑  Listplacering
11. ↑  Listplacering
12. 1 2  Listplacering Arkiverad 30 december 2012 hämtat från the Wayback Machine.
13. ↑  Listplacering Arkiverad 13 oktober 2012 hämtat från the Wayback Machine.
14. ↑  Listplacering Arkiverad 5 november 2012 hämtat från the Wayback Machine.